# Erie Klant

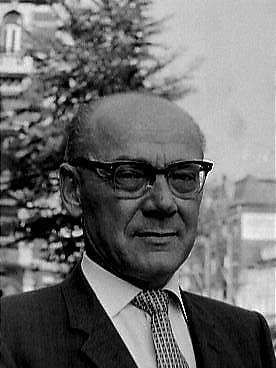
Erie Klant

Erie Erwin Hagenbeck Klant (Breda, 26 september 1912 - Maastricht, 20 januari 1990) was een dompteur. In 1947 opende hij op de kop van de Cauberg in Valkenburg de dierentuin en dressuurschool, genoemd Klant’s Zoo. Deze dierentuin verkreeg eigenlijk meer naam via de dressuurschool voor dompteurs dan via de dierentuin.

## Dompteur
Erie Klant leidde personen uit heel Europa en enkele lokale jongeren op tot dompteur. Eenmaal opgeleid, werden de dompteurs met hun roofdieren verhuurd aan de grote internationale circussen in Europa, zoals Althoff,
Boltini, Hagenbeck, Mikkenie en Strassburger. Dompteurs van Klant werden een begrip en werkten voor circussen en filmstudio's over de hele wereld. Internationale circussen en grote filmproducenten als MGM en Walt Disney klopten er aan voor scènes met roofdieren. Zo zien we Valkenburgse leeuwen, (ijs)beren, olifanten en ook dompteurs in films als: 'Quo Vadis', 'Samson and Delilah', 'Und ewig singen die Wälder', 'Snowbear' (Paka, die Polarbärin),
'Born Free' en onder leiding van de bekende Weense filmregisseur Fritz Lang: 'Das Indische Grabmal' en 'Der Tiger von Eschnapur'.
Er werd samengewerkt met sterren als Deborah Kerr, Robert Taylor, Peter Ustinov en de illusionisten Siegfried & Roy. De dierentuin verkocht ook gewoon wilde dieren aan circussen en in 1950 ook het berenkoppel Max en Polla aan de gemeente Maastricht. In 1971 sloot Klant's Dierentuin en Dressuurschool de poort. De tijgers, (ijs)beren, leeuwen en olifanten hebben inmiddels plaats gemaakt voor thermale baden van Thermae 2000.

## Familie
Erie Klant kwam uit een circusgeslacht. Hij was de zoon van Erwin Erich Klant (1887-1919) en Eugenie Henriette Maria Bohnen (1890-1975). Na de dood van zijn vader trouwde zijn moeder met Willy Hagenbeck (1884-1965), die later Erie adopteerde. Zijn stiefvader Willy stamde af van de beroemde circusfamilie Hagenbeck. Zijn eerste vrouw was Maria Katharina Koep. Zijn tweede vrouw was Berta Prechtl, en zijn derde Ida Irmgard Luise Wiltjer.